# Zapadnaja Dvina-i járás

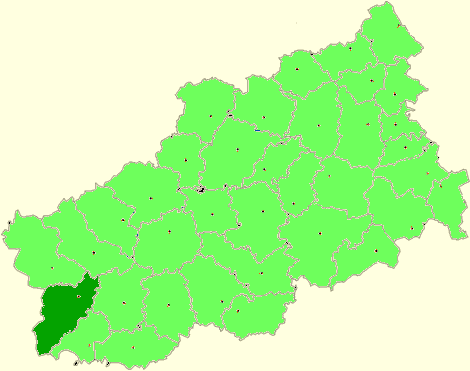
A Zapadnaja Dvina-i járás a Tveri területen

A Zapadnaja Dvina-i járás (oroszul Западнодвинский район) Oroszország egyik járása a Tveri területen. Székhelye Западная Двина (Zapadnaja Dvina).

## Népesség
- 1989-ben 24 585 lakosa volt.
- 2002-ben 19 707 lakosa volt.
- 2010-ben 16 018 lakosa volt, melyből 15 294 orosz, 139 ukrán, 116 cigány, 64 fehérorosz, 52 moldáv, 51 tadzsik, 40 tatár, 29 örmény, 14 üzbég, 13 német, 10 kabard stb.